# Glentorf
Glentorf ist ein Ortsteil der Stadt Königslutter am Elm (Landkreis Helmstedt). Das Dorf liegt ca. 8 km von der Kernstadt Königslutter entfernt an der Schunter in der Nähe der A 2, von der der Ort über die Anschlussstelle 59 (Königslutter) verkehrsgünstig zu erreichen ist.

## Geschichte
Glentorf wurde 1221 erstmals als Glintdorp urkundlich erwähnt. Die ersten Ansiedlungen gab es dort aber wahrscheinlich schon im 10. Jahrhundert, denn in dieser Zeit gab es etwa 1 km nördlich von Glentorf eine Burg, die zu einer Verteidigungslinie der Sachsen gegen die Slawen gehörte und wohl wegen des großen Slawenaufstandes im Jahre 983 errichtet wurde. Im Jahr 1381 wurde diese Burg einmal vom Herzog Bernhard, einmal von Herzog Albrecht mit Hilfe von Braunschweiger Bürgern angegriffen und schließlich erobert. Glentorf war im Besitz der Familie „van Glintorpe“, die wohl vor 1300 von Glentorf nach Braunschweig zog. Um 1304 wohnte die Familie von Vorsfelde in Glentorf. Im Jahr 1322 geht das halbe Dorf Glentorf an Braunschweigische Bürger über. Seit 1420 ist ein Familienzweig der Familie von Veltheim auf dem Rittergut in Glentorf ansässig.

Zu der Verteidigungsanlage gehörte vielleicht auch der Kirchturm, der etwa aus der gleichen Zeit stammt. Die Kirche wurde 1854 gebaut, vorher bestand noch eine Kirche. Als Pfarrkirche wurde sie erstmals im Jahr 1400 erwähnt. Spätestens seit diesem Jahr gehörte Glentorf zum Archidiakonat Ochsendorf, welches zum Bistum Halberstadt gehörte.  Die Kirche besitzt eine Glocke aus dem 11. Jahrhundert. Sie ist eine der ältesten Glocken Niedersachsens. Noch älter, ca. aus dem Jahr 900, ist der Taufstein, der 1912 an das Landesmuseum in Braunschweig übergeben wurde und sich jetzt in Königslutter befindet.
Zum Pfarrverband Glentorf gehören Scheppau, Rotenkamp, Boimstorf und Glentorf.
Seit der Gemeindegebietsreform, die am 1. März 1974 in Kraft trat, ist Glentorf ein Ortsteil der Stadt Königslutter am Elm.
Das Dorf hat gegenwärtig ca. 390 Einwohner (Stand 1. Januar 2016)
Ortsbürgermeister ist Peter Altenbach (CDU).